# 木村涼子
木村 涼子（きむら りょうこ、1961年 -　）は、日本の教育社会学者、大阪大学教授。
専門は、教育社会学、ジェンダーと教育研究、近代日本のジェンダーに関する歴史社会学。

## 人物・来歴
愛媛県生まれ。大阪大学大学院人間科学研究科修士課程修了・1995年同大博士課程単位取得退学。2010年「<主婦>の誕生 婦人雑誌と女性たちの近代」で博士（人間科学）。大阪女子大学助教授、2005年大阪大学人間科学研究科助教授、教授。
2010年、『＜主婦＞の誕生』で第32回 日本出版学会賞受賞。

## 著書
- 『学校文化とジェンダー』勁草書房, 1999.10）
- 『〈主婦〉の誕生 婦人雑誌と女性たちの近代』吉川弘文館, 2010.9）
- 『家庭教育は誰のもの? 家庭教育支援法はなぜ問題か』岩波ブックレット 2017.5）

### 共編著・監修
- 『ジェンダーで学ぶ教育』天野正子共編. 世界思想社, 2003.4）
- 『自分を生きる21 男女共生教育教材・実践集』監修, 大阪府人権教育研究協議会男女共生教育専門委員会編. 大阪府人権教育研究協議会, 2003.9）
- 『ジェンダー・フリー・トラブル バッシング現象を検証する』編. 白澤社, 2005.12）
- 『教育/家族をジェンダーで語れば』小玉亮子共著. 白澤社, 2005.8）
- 『モノと子どもの戦後史』天野正子, 石谷二郎共著. 吉川弘文館, 2007.3 「モノと子どもの昭和史」平凡社ライブラリー
- 『フェミニスト・ポリティクスの新展開 労働・ケア・グローバリゼーション』足立眞理子,伊田久美子,熊安貴美江共編著. 明石書店, 2007.9）
- 『ジェンダーで考える教育の現在(いま) フェミニズム教育学をめざして』古久保さくら共編著. 部落解放・人権研究所, 2008.1）
- 『2008年版学習指導要領を読む視点』竹内常一,子安潤,阿部昇, 加藤郁夫,小野政美, 吉永紀子,鶴田敦子,松下良平,藤井啓之,寺島隆吉,金馬国晴,新谷恭明共著. 白澤社, 2008.8）
- 『リーディングス日本の教育と社会 第16巻　ジェンダーと教育』編著 日本図書センター, 2009.5）
- 『教育の社会学 〈常識〉の問い方,見直し方 新版』有斐閣アルマ) 苅谷剛彦,濱名陽子,酒井朗共著 2010.4）
- 『よくわかるジェンダー・スタディーズ 人文社会科学から自然科学まで』(やわらかアカデミズム・〈わかる〉シリーズ) 伊田久美子,熊安貴美江共編著. ミネルヴァ書房, 2013.3）
- 『わたし出会い発見 part 8　自分を生きる21 改訂版 男女共生教育教材・実践集』監修 大阪府人権教育研究協議会, 2013.9）
- 『近代日本博覧会資料集成 子ども・家庭・婦人博覧会』全4巻別冊（監修 国書刊行会, 2018.6）
- 『新・教育の社会学-〈常識〉の問い方、見直し方』有斐閣アルマ) 苅谷剛彦,濱名陽子,酒井朗共著 2023.12）

## 論文
- <木村涼子